# Rob Fraboni
Rob Fraboni (23 de abril de 1951) es un productor e ingeniero de sonido estadounidense conocido por su trabajo con artistas como Bob Dylan, The Band, Eric Clapton, The Rolling Stones, Tim Hardin, The Beach Boys, Joe Cocker y Bonnie Raitt, así como vicepresidente de Island Records y supervisor de la remasterización del catálogo de Bob Marley. Produjo la banda sonora del largometraje de Martin Scorsese The Last Waltz y construyó y diseñó los estudios Shangri-La en Malibú. Fue definido por Keith Richards, guitarrista de The Rolling Stones, como un «genio» en su autobiografía Life.

## Biografía

### Primeros años
Durante su adolescencia en el sur de California, Fraboni hizo autostop hasta Hollywood, donde al poco tiempo conoció a Phil Spector en los Gold Star Studios. En 1971 se trasladó a Nueva York y estudió en el Institute for Audio Research. Desde entonces comenzó a trabajar con Herb Abramson y grabó con artistas como Dave "Baby" Cortez y Michael Brown. Poco después trabajó en Record Plant con ingenieros como Chris Stone, Roy Cicala, Jack Adams, Shelly Yakus, Tom Flye, Jack Douglas, Jimmy Iovine y Dennis Ferrante, así como con artistas como Bob Dylan, Allen Ginsberg, Patti LaBelle & the Bluebelles, Eric Carmen y John Lennon.

### The Village Recorder (1972–1976)
En 1972, Fraboni se trasladó a California y fue contratado como ingeniero de mantenimiento en los Village Recorder, donde al poco tiempo fue ascendido a ingeniero jefe por Geordie Hormel. En los Village Recorder trabajó como ingeniero de The Beach Boys en el álbum Holland. Después trabajó con Jimmy Miller en el álbum de The Rolling Stones Goats Head Soup así como en el disco de Bob Dylan y The Band Planet Waves. Dylan invitó a Fraboni como consultor de sonido durante su gira de 1974. También en los Village Recorder trabajó en discos de Joe Cocker, Wayne Shorter y Nicholas Tremulis.

### Shangri-La (1976–1985)
En 1976, Fraboni diseñó y construyó los Shangri-La Studios en Malibú (California) siguiendo las instrucciones de Bob Dylan y The Band. Durante su etapa en los Shangri-La trabajó en discos como Northern Lights – Southern Cross, No Reason to Cry de Eric Clapton, Native Dancer de Wayne Shorter, Green Light de Bonnie Raitt y el debut en solitario de Blondie Chaplin. También durante este tiempo, pasó 18 meses trabajando con Martin Scorsese y The Band en la banda sonora de The Last Waltz, considerado uno de los mejores documentales musicales de la historia. 

### Island Records (1985–1990)
En 1985, Fraboni fue contratado por el fundador de Island Records, Chris Blackwell, como vicepresidente de la compañía, y regresó a Nueva York. Allí trabajó con Blackwell en todos los aspectos creativos de la compañía, desde A&R, representación de productos, control de calidad y remasterización de catálogos musicales. Trabajó como productor ejecutivo del disco debut de Melissa Etheridge, sirvió como director musical en el Good to Go Film Project, trabajó con Robert Palmer, ayudó a remasterizar The Joshua Tree de U2, produjo a Buckwheat Zydeco, Nick Tremulis y John Martyn y remasterizó todo el catálogo musical de Bob Marley.

### En la actualidad (1990-presente)
Después de dejar Island, trabajó con Phoebe Snow y Wendy Wall. Fraboni fundó Domino Records a comienzos de 1990, que publicó grabaciones de Alvin Lee, John Mooney, Cowboy Mouth y Rusty Kershaw. En 1997, produjo el material de Keith Richards en el álbum de The Rolling Stones Bridges to Babylon y sirvió como consultor de sonido en al siguiente gira del grupo. En 2003, estrenó QRS Entertainment con About Them Shoes, una grabación de Hubert Sumlin que incluyó la colaboración de Eric Clapton, Richards y otros músicos. El sello discográfico también incluyó grabaciones de Nick Tremulis, Sir Mack Rice, Sean Walshe, y Blondie Chaplin.